# انرژی خورشیدی در ارمنستان

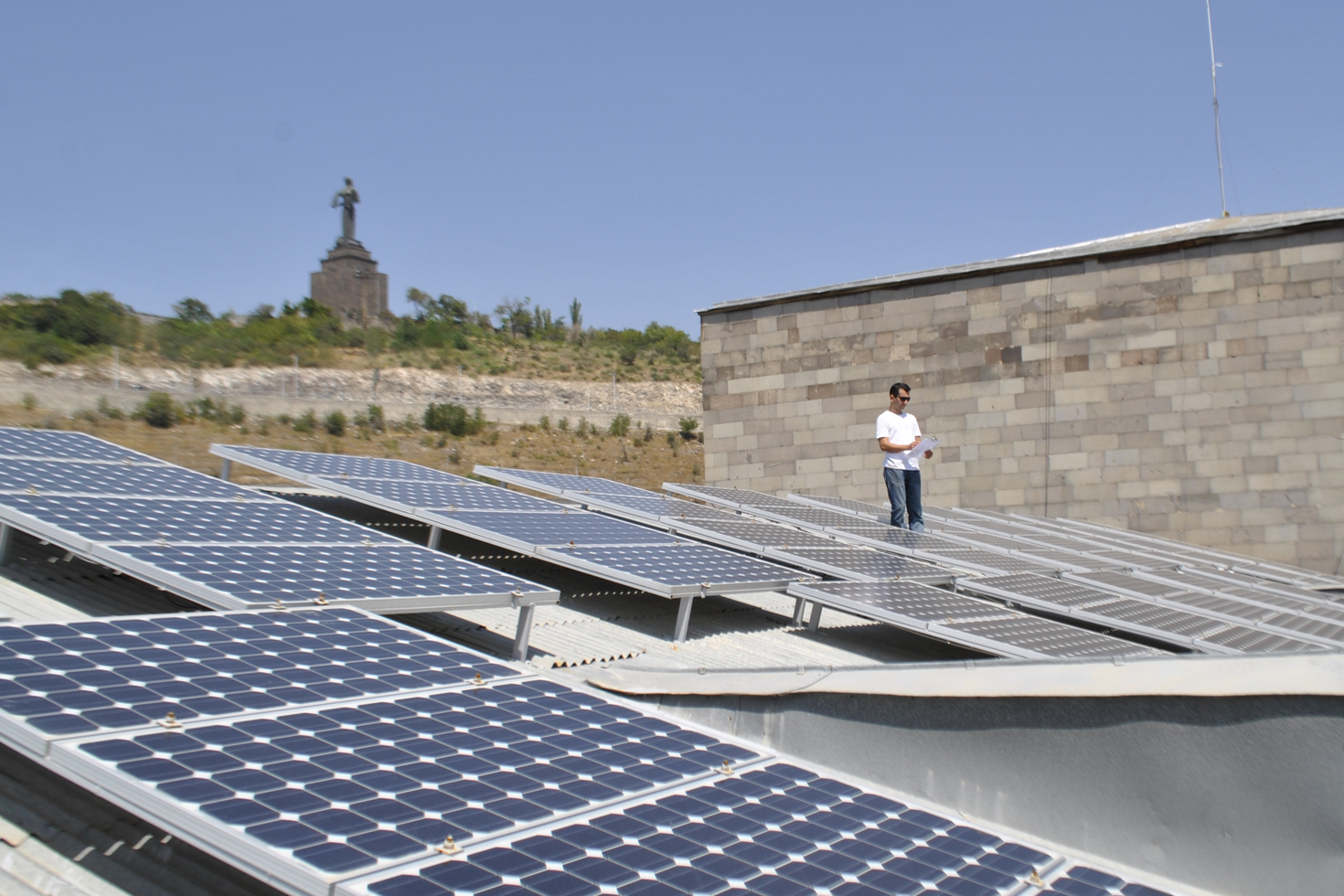
پانل‌های خورشیدی در دانشگاه ملی ارمنی ارمنستان، ایروان

انرژی خورشیدی در ارمنستان (انگلیسی: Solar power in Armenia) به دلیل موقعیت جغرافیایی در ارمنستان به‌طور گسترده‌ای در دسترس است و صنعت در حال توسعه به حساب می‌آید. در سال ۲۰۲۲ کمتر از ۲ درصد از برق ارمنستان توسط انرژی خورشیدی تولید می‌شد.
استفاده از انرژی خورشیدی در ارمنستان به تدریج در حال افزایش است. در سال ۲۰۱۹، اتحادیه اروپا برنامه‌هایی برای کمک به ارمنستان برای توسعه ظرفیت انرژی خورشیدی خود اعلام کرد. این ابتکار از ساخت یک نیروگاه با ۴۰۰۰ پنل خورشیدی واقع در گلادزور حمایت کرده است.
طبق گزارش بانک توسعه اوراسیا، پتانسیل انرژی خورشیدی در ارمنستان ۸ گیگاوات است. دلیل این امر این است که متوسط تابش خورشید در ارمنستان تقریباً ۱۷۰۰ کیلووات ساعت بر متر مربع در سال است. یکی از نمونه‌های شناخته شده استفاده، دانشگاه آمریکایی ارمنستان (AUA) است که از آن نه تنها برای تولید برق، بلکه برای گرمایش آب نیز استفاده می‌کند. دولت ارمنستان در حال ترویج استفاده از انرژی خورشیدی است.
در سال ۲۰۱۸ میزان تولید انرژی خورشیدی در ارمنستان نزدیک به ۵۰ درصد افزایش یافت. ارقام دولتی نشان می‌دهد که میانگین انرژی خورشیدی ارمنستان ۶۰ درصد بهتر از میانگین اروپا است.
در مارس ۲۰۱۸ یک کنسرسیوم بین‌المللی متشکل از شرکت‌های هلندی و اسپانیایی برنده مناقصه ساخت نیروگاه خورشیدی ۵۵ مگاواتی Masrik-1 شد. این نیروگاه خورشیدی قرار است به‌طور کامل با هزینه سرمایه‌گذاری خارجی در منطقه متس ماسریک، استان گغارکونیک ساخته شود. حجم سرمایه‌گذاری مورد انتظار در این تأسیسات تولید حدود ۵۰ میلیون دلار خواهد بود. انتظار می‌رفت که ساخت کارخانه تا سال ۲۰۲۰ تکمیل شود در ماه مه ۲۰۱۹ آخرین مهلت شروع تأمین مالی نیروگاه خورشیدی مساریک-۱ پروژه ساخت ۱۹۸ روز تمدید شده است.

## بالقوه
بر اساس گزارش وزارت زیرساخت‌های انرژی و منابع طبیعی ارمنستان به‌طور متوسط سالانه حدود ۱۷۲۰ کیلووات ساعت (کیلووات ساعت) جریان انرژی خورشیدی در هر متر مربع سطح افقی دارد و پتانسیل تولید برق ۱۰۰۰ مگاوات را دارد. در پایتخت ایروان، میانگین شار انرژی خورشیدی برابر با ۱۶۴۲ کیلووات ساعت بر متر مربع است. مساحت ارمنستان را نمی‌توان از منظر انرژی خورشیدی موجود همگن در نظر گرفت: تفاوت بین میزان انرژی خورشیدی که در نقاط مختلف کشور به زمین می‌رسد می‌تواند در تابستان تا ۲۰ درصد و در فصل زمستان ۵۰ درصد باشد.

## فتوولتائیک

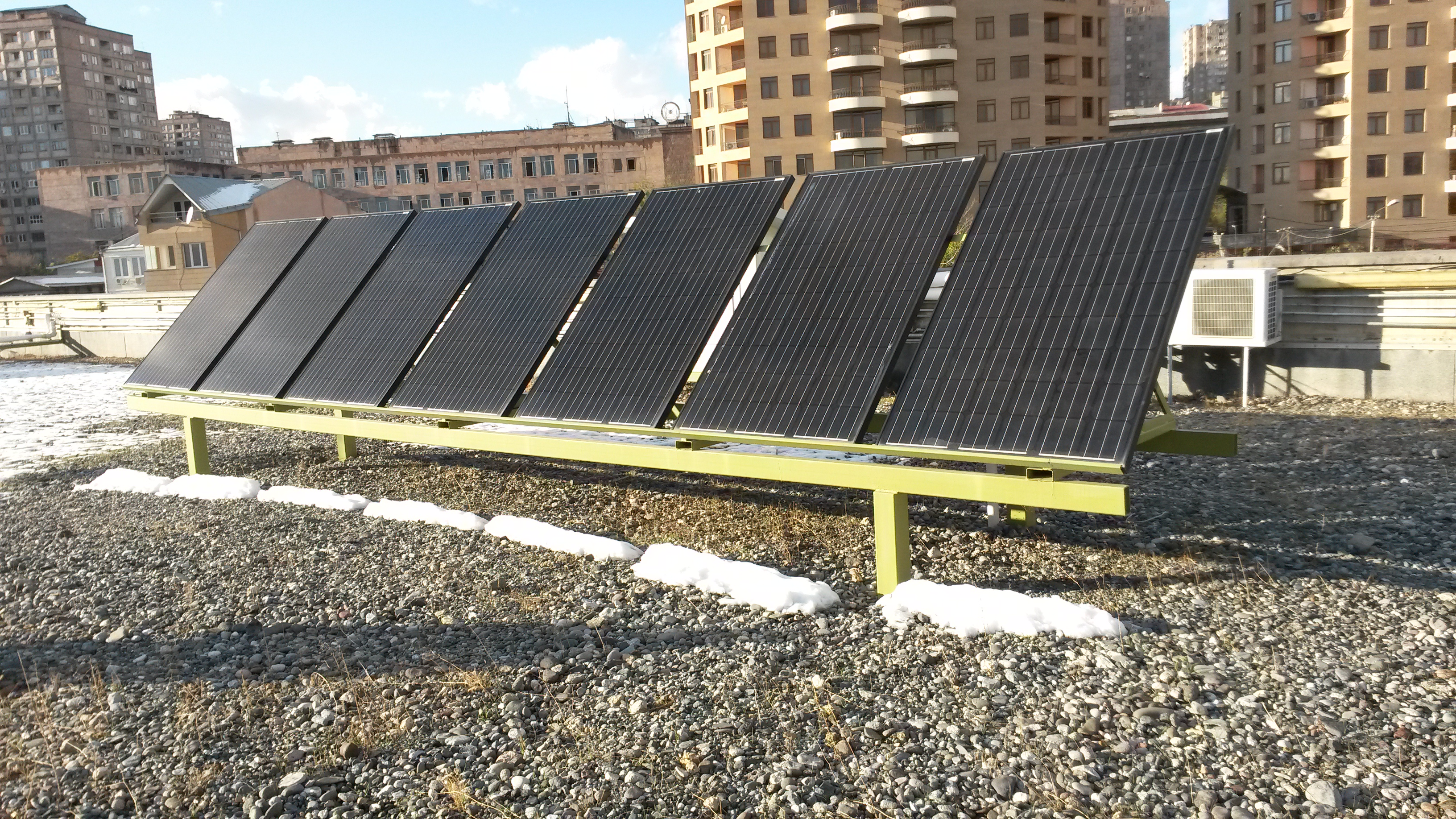
پنل‌های خورشیدی در پشت بام دانشگاه آمریکایی ارمنستان

از آوریل ۲۰۱۹ ده ایستگاه خورشیدی قوی ۱ مگاواتی نصب شده است. ایستگاه‌های خورشیدی و بادی کمتر از ۱ درصد از کل ظرفیت‌های تولید برق نصب شده را تشکیل می‌دهند. در آوریل ۲۰۱۹ اعلام شد که شرکت آلمانی Das Enteria Solarkraftwerk یک ایستگاه خورشیدی قوی ۲ مگاواتی در نزدیکی شورژا در دریاچه سوان تا پایان سال ۲۰۲۰ خواهد ساخت.
در حال حاضر ۹ نیروگاه فتوولتائیک خورشیدی (کل ظرفیت نصب شده - حدود ۷٬۰۲ مگاوات) به بهره‌برداری رسیده است. ۷ شرکت (مجموعاً ۳۱٫۵ مگاوات) برای ساخت نیروگاه فتوولتائیک خورشیدی با حداکثر ظرفیت نصب شده ۵ مگاوات مجوز دریافت کرده‌اند.
از ۲۰ فوریه ۲۰۱۹، شرایط فنی به ۹۰۷ تولیدکننده انرژی خودمختار با ظرفیت تا ۵۰۰ اعطا شد. کیلووات (ظرفیت کل ۱۲٫۹ مگاوات) که ۸۵۴ مورد آن قبلاً به سیستم انرژی متصل شده است (کل ظرفیت ۱۰٫۳ مگاوات). نمونه‌ای از ساختمان‌های مجهز به پنل‌های خورشیدی عبارتند از دانشگاه آمریکایی ارمنستان که برق کافی برای آسانسورها و سایر مصارف تولید می‌کند و خانه سازمان ملل در ارمنستان.
یک نیروگاه خورشیدی در مقیاس ۵۵ مگاواتی در نزدیکی متس ماسریک در استان گغارکونیک ساخته خواهد شد که به سرمایه‌گذاری حدود ۵۰ میلیون دلاری نیاز دارد. مناقصه بین‌المللی برنده مناقصه بین‌المللی Fotowatio Renewable Ventures (FRV) BV هلندی و FSL Solar SL اسپانیا شد که انتظار می‌رود این نیروگاه را در سال ۲۰۲۰ راه اندازی کنند.
برای تولید برق با استفاده از انرژی خورشیدی تعرفه‌های تعریف شده‌ای وجود دارد. در نوامبر ۲۰۱۶، کمیسیون تنظیم مقررات خدمات عمومی RA تصمیم گرفت تا قیمت انرژی الکتریکی از سیستم‌های فتوولتائیک را به ۴۲.۶۴۵ AMD / کیلووات ساعت تعیین کند.
مصرف‌کنندگان مجاز به نصب پنل‌های خورشیدی با توان کل تا ۱۵۰ هستند کیلووات، و ممکن است هر مازادی را به شرکت توزیع برق شبکه‌های برق ارمنستان (ENA) بفروشد.

### خورشیدی حرارتی

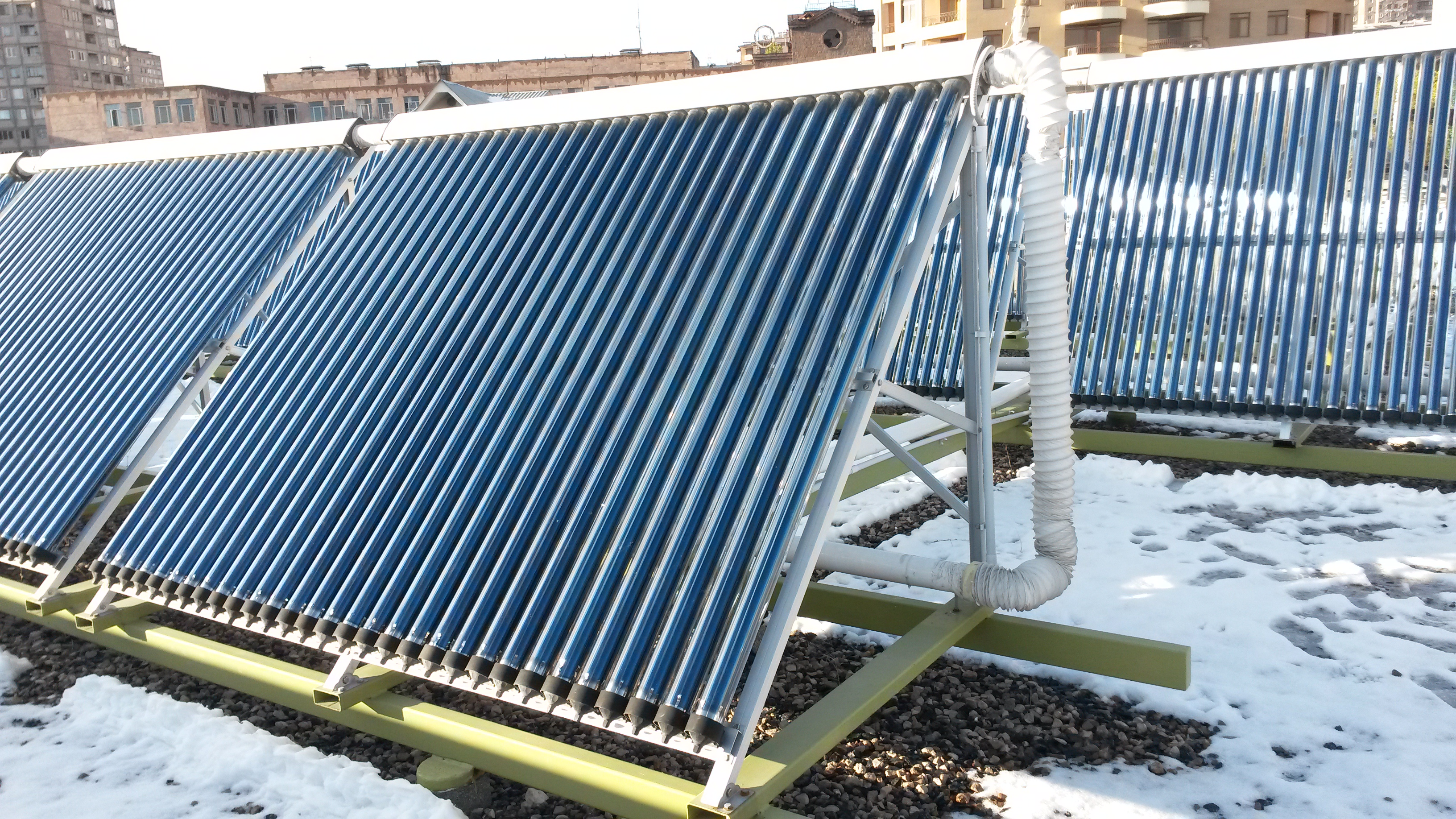
سیستم آبگرمکن خورشیدی در پشت بام دانشگاه آمریکایی ارمنستان با حداکثر ظرفیت ۳۵ کیلو وات

در ارمنستان کلکتورهای حرارتی خورشیدی یا آبگرمکن‌ها در اندازه‌های استاندارد (۱٫۳۸–۴٫۱۲ متر مربع) تولید می‌شوند. آبگرمکن‌های خورشیدی را می‌توان برای گرمایش فضا، سرمایش خورشیدی و … استفاده کرد. برای تولید گرما از انرژی خورشیدی خورشید استفاده می‌کنند. آبگرمکن‌های خورشیدی مدرن حتی در زمستان می‌توانند باعث جوشیدن آب شوند.
کلکتورهای حرارتی خورشیدی در سراسر خاک ارمنستان استفاده می‌شود. یکی از ساختمان‌هایی که از کلکتورهای حرارتی خورشیدی استفاده می‌کند AUA است که از سیستم‌های خنک‌کننده و تهویه خورشیدی استفاده می‌کند. بزرگ‌ترین آبگرمکن خورشیدی ارمنستان در هتل دیانا در گوریس قرار دارد که دارای ۱۹۰۰ لوله خلاء است که آب گرم را برای یک استخر شنا با حجم ۱۸۰ متر مکعب و برای ۴۰ اتاق هتل فراهم می‌کند.

### موانع
یکی از عوامل اصلی جلوگیری از توسعه انرژی خورشیدی در ارمنستان هزینه نصب است.